# Kroyeria dispar
Kroyeria dispar är en kräftdjursart som beskrevs av C. B. Wilson 1935. Kroyeria dispar ingår i släktet Kroyeria och familjen Kroyeriidae. Inga underarter finns listade i Catalogue of Life.